# Gustav Vasa (staty)

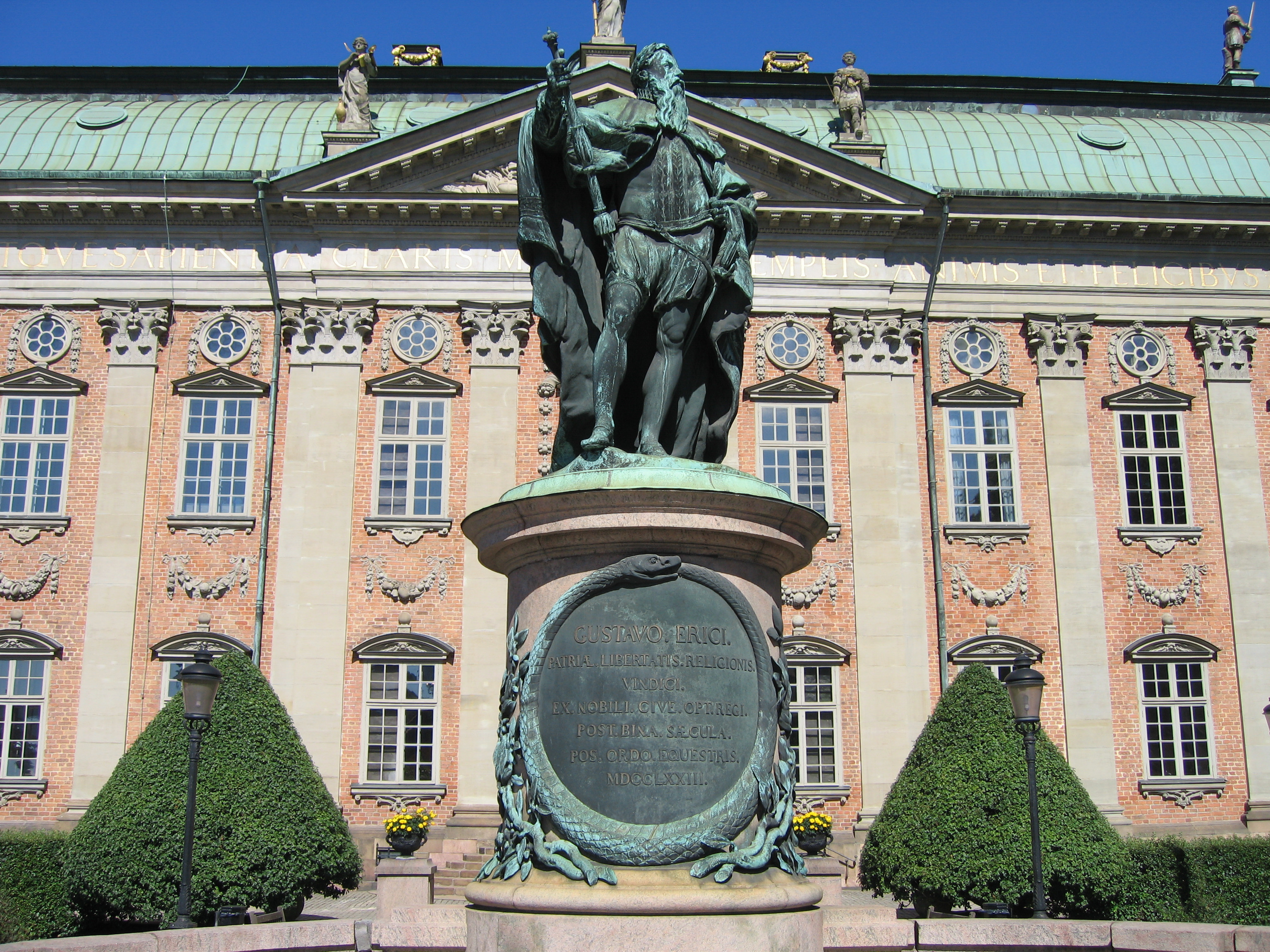
Gustav Vasas staty.

Gustav Vasas staty är en skulptur av Pierre Hubert L'Archevêque framför Riddarhuset i Stockholm som invigdes den 24 juni 1774.

## Bakgrund
Ridderskapet och adeln beslöt 1760 att man skulle resa en staty över Gustaf Ericsson, och att detta skulle ske på deras bekostnad. Den skulle visa en adelsman, Gustav Vasa, som genom egna bedrifter blev kung av Sverige.

## Utseende

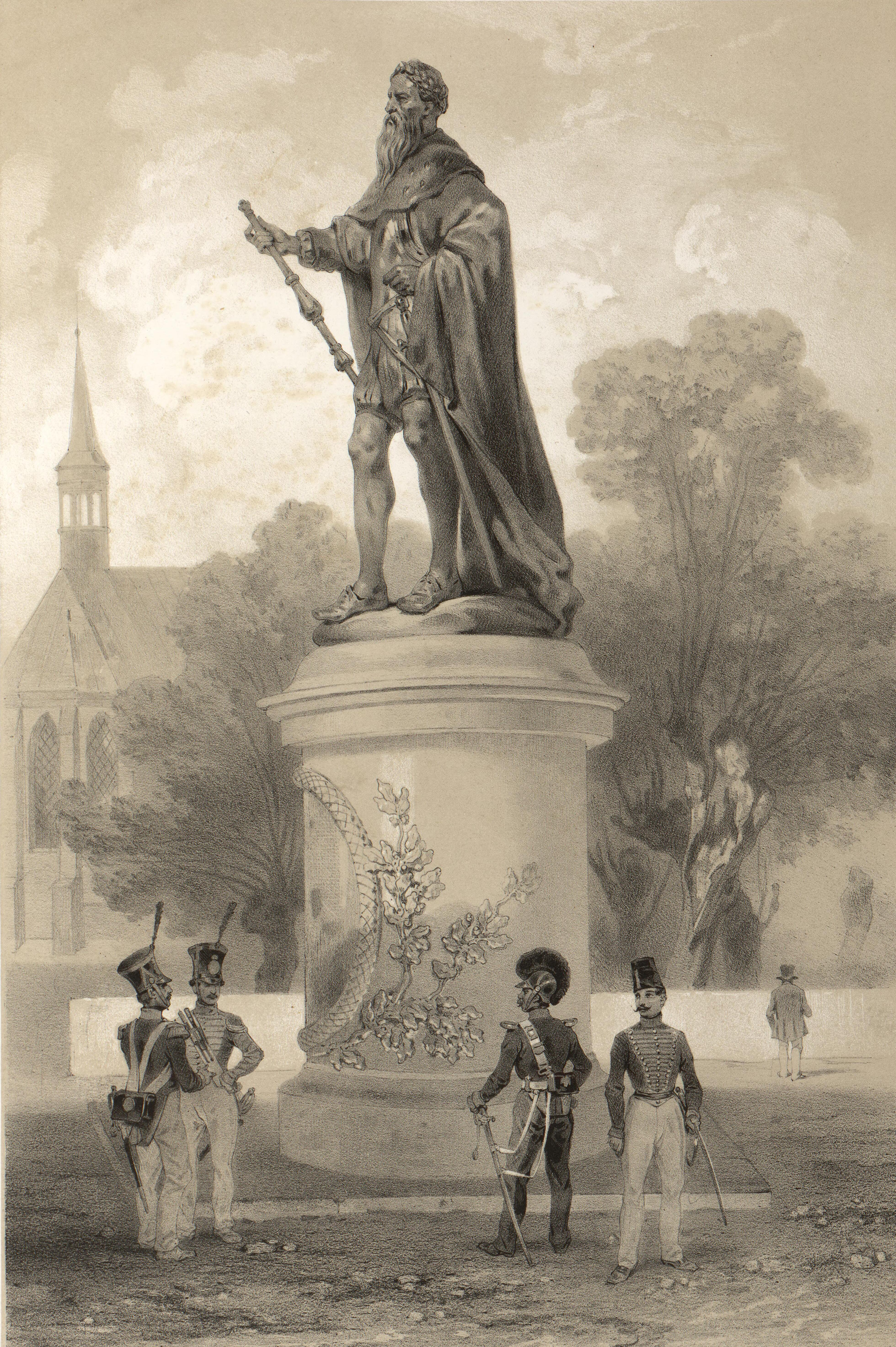
Litografi från 1800-talet föreställande statyn av Auguste Mayer.

Statyn är skulpterad av bildhuggaren Pierre Hubert L'Archevêque  och gjuten i brons av Gerhard Meyer 1770. Materialet till statyn tog man från trofékanoner som tagits i strid mot rikets fiender. Statyn är 11 fot hög, vilket motsvarar ca 3,26 meter. Statyn står på en piedestal och ett postament av svensk marmor. Gustaf Vasa är avbildad iklädd en burgundisk dräkt och en mantel, med lagerkrans på huvudet och bärande en spira. Lagerkransen är en symbol för seger, och spiran är symbol för makt. På piedestalen finns en sköld i brons omgiven av en orm som biter sig i svansen, samt omgiven på bägge sidor av lager som sedan antiken varit en symbol för makt och seger. På baksidan av piedestalen finns en vase, även den gjuten i brons. Vasen är en symbol för Sverige och Vasaätten, av vilken Gustav Vasa var den förste.
Inskriptionen är på latin:
| ” | GUSTAVO ERICI PATRIAE LIBERTATIS RELIGIONIS VINDICI EX NOBILI CIVE OPT REGI POST BINA SAECULA POS ORDO EQUESTRIS MDCCLXXIII | „ |

Detta betyder på svenska:
| ” | Åt Gustav Eriksson Fädernelandets, Frihetens, Religionens hämnande beskyddare Från ädel medborgare, den bäste konung Efter tvenne sekler uppställd av Ridderskapet och Adeln 1773 | „ |

Tidigare stod statyn mitt på Riddarhustorget, men flyttades under tidigt 1900-tal till sin nuvarande plats.

## Avtäckning
Statyn lyftes på plats utanför Riddarhuset den 13 december 1773, dock slogs han in med bräder och täcktes för. Invigning skedde på midsommardagen den 24 juni 1774, på dagen 251 år efter Gustav Vasa segerrika intåg i Stockholm 1523. Det var även på dagen 31 år sedan Gustav III:s far Adolf Fredrik valdes till svensk kung.
Själva avtäckningen skedde tidigt på morgonen, därefter gick vid lunchtid Riddarhusdirektionen anförda av greven Axel von Fersen till slottet för att överlämna en i guld slagen minnesmedalj till Gustav III. Kungen hedrade statyn på sommaren 1775 då han efter de årliga manövrerna som alltid hölls på Gärdet tågade med Livgardet till statyn. Gardet ställde upp runt statyn, skyldrade gevär och avgav salvor med gevären.